# آبشار هولکومب
آبشار هولکومب (به انگلیسی: Holcomb Creek Falls) آبشاری است که در جورجیا، ایالات متحده آمریکا واقع شده و ارتفاع کلی ریزشگاه آن ۱۲ متر است.